# Gaillardia serotina
Gaillardia serotina là một loài thực vật có hoa trong họ Cúc. Loài này được (Walter) H. Rock mô tả khoa học đầu tiên năm 1956.